# Stasi (Ukraina)
Stasi (ukr. Стасі) – wieś na Ukrainie, w obwodzie połtawskim, w rejonie połtawskim, w hromadzie Dykanka. W 2001 liczyła 2124 mieszkańców.